# Oreophryne
Oreophryne és un gènere de granotes de la família Microhylidae.

## Taxonomia
- Oreophryne albopunctata
- Oreophryne anthonyi
- Oreophryne anulata
- Oreophryne asplenicola
- Oreophryne atrigularis
- Oreophryne biroi
- Oreophryne brachypus
- Oreophryne brevicrus
- Oreophryne celebensis
- Oreophryne clamata
- Oreophryne crucifer
- Oreophryne flava
- Oreophryne frontifasciata
- Oreophryne geislerorum
- Oreophryne hypsiops
- Oreophryne idenburgensis
- Oreophryne inornata
- Oreophryne insulana
- Oreophryne jeffersoniana
- Oreophryne kampeni
- Oreophryne kapisa
- Oreophryne loriae
- Oreophryne mertoni
- Oreophryne minuta
- Oreophryne moluccensis
- Oreophryne monticola
- Oreophryne nana
- Oreophryne notata
- Oreophryne parkeri
- Oreophryne pseudasplenicola
- Oreophryne rookmaakeri
- Oreophryne sibilans
- Oreophryne unicolor
- Oreophryne variabilis
- Oreophryne waira
- Oreophryne wapoga
- Oreophryne wolterstorffi
- Oreophryne zimmeri